# Ecem Uzun
Ecem Uzun (* 17. Juni 1992 in Istanbul) ist eine türkische Schauspielerin und Synchronsprecherin.

## Leben und Karriere
Ecem Uzun wurde am 17. Juni 1992 in Istanbul geboren.  Sie studierte an der Kadir Has Üniversitesi. Ihr Debüt gab sie 2004 in der Fernsehserie Aliye. Danach war sie 2007 in der Serie Geniş Zamanlar zu sehen. 2008 trat Uzun in Pulsar auf. Anschließend setzte sie 2009 ihre Karriere in Ah Kalbim fort. Unter anderem bekam Uzun 2010 eine Rolle in der Serie Küçük Sırlar.
2016 bekam sie in dem Film  Koca Dünya die Hauptrolle. Ihre nächste Hauptrolle bekam sie im selben Jahr in Tereddüt. Außerdem spielte sie 2018 in der Serie Jet Sosyete eine Nebenrolle. Seit 2022 spielt sie in der Netflixserie Yakamoz S-245 die Hauptrolle.

## Filmografie (Auswahl)
Filme
- 2016: Koca Dünya
- 2021: Seni Buldum Ya
- 2022: Together, Alone

Serien
- 2004: Aliye
- 2007: Gönül Salıncağı
- 2007: Geniş Zamanlar
- 2008: Pulsar
- 2009: Ah Kalbim
- 2010: Küçük Sırlar
- 2016: Aşk Yalanı Sever
- 2018: Jet Sosyete
- 2021: Şeref Bey
- 2021: Fatma
- 2022: Yakamoz S-245

## Sprechrollen (Auswahl)

### Filme
- 2011: Super 8 (Alice Dainard)
- 2012: Ice Age 4 – Voll verschoben (Peaches)
- 2014: Die Abenteuer von Mr. Peabody & Sherman (Penny Peterson)
- 2015: Heid (Fräulein Rottenmeier)
- 2016: Ice Age 5 – Kollision voraus! (Peaches)

## Theater
- 2014: Savaş
- 2017: Martı
- 2017: LunaPark
- 2021: Beni Sakın Yumruklardan

## Auszeichnungen

### Gewonnen
- 2014: Afife Tiyatro Ödülleri[4]
- 2016: 53. Uluslararası Antalya Film Festivali in der Kategorie „Beste Schauspielerin“[5]
- 2016: Altın Portakal En İyi Kadın Oyuncu Ödülü in der Kategorie „Beste Schauspielerin“[6]
- 2017: 36. Uluslararası İstanbul Film Festivali in der Kategorie „Beste Schauspielerin“[7]